# スティーブン・ケリー
スティーブン・ケリー（Stephen Kelly, 1983年9月6日 - ）は、アイルランド・ダブリン出身の元サッカー選手。ポジションはディフェンダー。

## 経歴

### フラムFC
2009年6月19日、フラムFCと3年契約を締結した。ケリーは「無事に契約を結ぶことが出来て幸せ。他のメンバーと一緒にシーズン前の準備を行うことを楽しみにしている。」、「昨シーズン素晴らしい成績（UEFAカップ出場）を残したクラブに加わることが出来て嬉しい。プレミアリーグとUEFAカップの為に強いチームの一員でありたい。」と語った。

## 代表歴
U-20アイルランド代表として2003 FIFAワールドユース選手権に出場した。